# Norbert Klugmann
Pour les articles homonymes, voir Klugmann.
Norbert Klugmann, né le 27 août 1951 à Uelzen, en Basse-Saxe, est un écrivain, journaliste et scénariste allemand, auteur de roman policier et de littérature d'enfance et de jeunesse.

## Biographie
Né dans une famille originaire de Poméranie, il est le benjamin de trois enfants. Son père s'occupe d'une cantine de la station d'Uelzer.
Après le lycée, il étudie, à partir de l'automne 1970, à l'Université de Hambourg, en études allemandes, puis en sociologie, en psychologie et en pédagogie, car il se destine à l'enseignement supérieur. Il prolonge ses études générales sur plusieurs années, suivant aussi des cours à la faculté de médecine.
En 1979, il commence à travailler comme journaliste indépendant pour le Bauer Media Group. La même année, il rencontre l'actrice Karin Roscher-Hoffknecht qu'il épouse en 1981. Le couple a une fille en 1996 et divorce en 2005.
Dès les années 1970, il collabore à la rédaction de textes pour la scène et pour l'éditeur Kölner Prometh Verlag. Au début des années 1980, il se lance résolument dans l'écriture. Prolifique auteur, il signe des dizaines de romans policiers, satires et ouvrages de littérature d'enfance et de jeunesse. À dix reprises, il publie en collaboration avec Peter Mathews.
Norbert Kulgmann a également écrit des scénarios pour la télévision allemande.

## Œuvre

### Romans

#### SériePhil Parker
- Die Hinrichtung (1988)
- Dresdner Stollen (1989)
- Das Pendel des Pentagon (1990)
- Krieg der Sender (1991)

#### TrilogieSportreporter
- Doppelfehler (1996)
- Treibschlag (1996)
- Zielschuss (1996)

#### TrilogieMarchese
- Rebenblut (2004)
- Schlüsselgewalt (2004)
- Kabinettstück (2006)

#### Autres romans
- Es muß im Leben doch mehr als alles geben (1981)
- Vorübergehend zu Hause (1985)
- Der Schwede und der Schwarze (1986)
- Heißer Herbst, kalte Hirsche (1987)
- Revier im vierten Stock (1987)
- Niebuhr und Marks (1989)
- Neues aus Wortleben (1991)
- Feuer und Flamingo (1992) Publié en français sous le titre Feuer et Flamingo, traduit par Patrick Kermann, Paris, Gallimard, Série noire no 2570, 2000  (ISBN 2-07-049801-8)
- Schweinebande (1995)
- Neuschwanstein (1995)
- Hallo, Nachbarn! (1997)
- Die Mühlen des Teufels (1997)
- Tour der Leiden (1998)
- Reich mir die Hand, mein Leben (1998)
- Ein König stirbt (1999)
- Tanz der Schienenfresser (2001)
- Amanda Lebenslang (2002)
- Borscht (2005)
- Die Tochter des Salzhändlers (2007)
- Die Nacht des Narren (2008)
- Die Adler von Lübeck (2009)
- Ihr habt die Wahl! Ein Niebuhr & Marks Roman (2010)
- Die hölzerne Hedwig (2011)
- Der Brasilianer (2011)
- Die Amadeus-Elixier (2012)
- Die Mumien von Timmendorf (2012)
- Doctor Boff – Weiberkranckheiten (2012)
- Die Tochter des Salzhändlers (2014)
- Die Nacht des Narren (2014)

### Romans écrits en collaboration avec Peter Mathews
- Beule oder Wie man einen Tresor knackt (1984)
- Ein Kommissar für alle Fälle (1985)
- Flieg, Adler Kühn (1985)
- Die Schädiger (1986)
- Tote Hilfe (1990)
- Eine schöne Bescherung (1995) Publié en français sous le titre Un beau cadeau, traduit par Patrick Kermann, Paris, Gallimard, Série noire hors-collection, 1997  (ISBN 2-07-049656-2)
- Vorübergehend verstorben (1996)
- Land in Sicht (1999)

### Recueils de nouvelles
- Kleinkrieg (1996), en collaboration avec Peter Mathews
- Fürchtet Euch nicht (1998), en collaboration avec Peter Mathews

### Littérature d'enfance et de jeunesse

#### SérieAlegria Septem-Reihe
- Alegria Septem 1 – Der Bund der Sieben (2007)
- Alegria Septem 2 – Taube und Adler (2008)
- Alegria Septem 3 – Das Vermächtnis (2008)
- Alegria Septem 4 – Liebesreigen (2009)

### Autres publications
- Heinz Erhardt, dieser Schelm (1987)
- Heinz Erhardt - Die Biographie (2009)

## Filmographie
- 1987 : Beule oder Wie man einen Tresor knackt, téléfilm allemand de Ralf Gregan
- 1988 - 1992 : Großstadtrevier : deux épisodes
- 1992 : Cop & Co.
- 1998 : Vorübergehend verstorben, téléfilm allemand de Sigi Rothemund